# Luis Andorno
Luis Orlando Andorno (Gobernador Candioti, 8 de noviembre de 1932-Rosario, 21 de junio de 2006) fue un abogado, juez y jurista argentino . 
En sus primeros años de carrera profesional fue Juez del Supremo Tribunal de la Provincia del Chaco y docente de la Universidad Nacional del Nordeste.
En una segunda etapa fue Juez de primera instancia y Camarista en lo civil y comercial en la ciudad de Rosario, Santa Fe.
En la Facultad de Derecho (UNR) de la Universidad Nacional de Rosario fue profesor titular de Derechos Reales y director de la carrera del doctorado en Derecho, y Presidente Honorario del Centro de Estudios Comunitarios del MERCOSUR.
Fue nombrado doctor honoris causa por la Universidad de París XII, y la Universidad Luigi Bocconi, de Milán. Las XIX Jornadas Nacionales de Derecho Civil, que tuvieron lugar en el año 2003 en Rosario, se realizaron en su homenaje.

## Libros y/o trabajos publicados o encomendados
- "Código Civil Anotado” – Ed. Zavalia
- "Reformas al Código Civil" – Ed. Zavalia